# Royaume-Uni au Concours Eurovision de la chanson 2022
Le Royaume-Uni est l'un des quarante pays participants du Concours Eurovision de la chanson 2022, qui se déroule à Turin en Italie. Le pays est représenté par le chanteur Sam Ryder et sa chanson Space Man, sélectionnés en interne par le diffuseur britannique BBC. Le pays se classe 2e avec 466 points lors de la finale. C'est son meilleur résultat depuis 1998.

## Sélection
La participation du diffuseur britannique à l'Eurovision 2022 est confirmée le 20 octobre 2021, lors de la publication de la liste officielle des participants. Le diffuseur annonce le 10 mars 2022 que le pays sera représenté par Sam Ryder et sa chanson Space Man.

## À l'Eurovision
En tant que membre du Big Five, le Royaume-Uni est qualifié d'office pour la finale du 14 mai 2022. Lors de celle-ci, le pays se classe 2e avec 466 points, son meilleur résultat depuis 1998.